# Reformationskirche (Berlin)

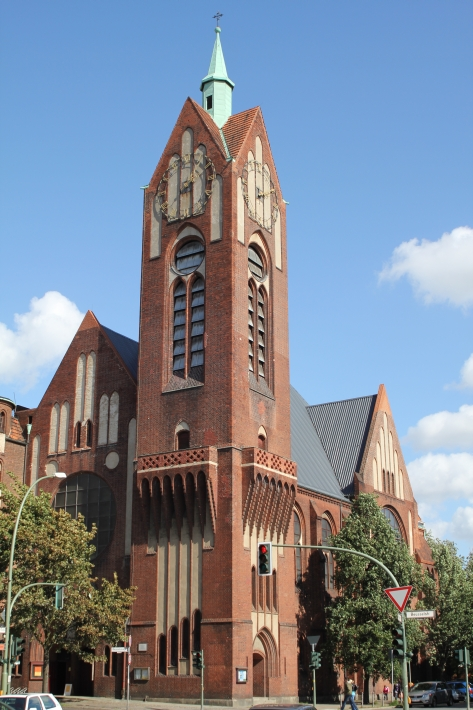
Reformationskirche,
Ecke Beussel- und Wiclefstraße

Die Reformationskirche ist eine evangelische Kirche im Berliner Ortsteil Moabit, die zu Anfang des 20. Jahrhunderts an der Beusselstraße errichtet wurde. Der ursprünglich mit einem steilen Helm versehene und nach Kriegsbeschädigungen nur vereinfacht wiederhergestellte Kirchturm dominiert das Stadtbild im westlichen Moabit, dem Beusselkiez. Die Kirche sowie die angrenzenden Pfarr- und Gemeindehäuser stehen unter Denkmalschutz und gehören zum Kirchenkreis Berlin Stadtmitte der Evangelischen Kirche Berlin-Brandenburg-schlesische Oberlausitz (EKBO). Seit 2011 nutzt der Konvent an der Reformationskirche das Kirchengebäude, der dort ein Kultur- und Veranstaltungszentrum betreibt.

## Geschichte

### Überblick
Nachdem die Gemeinde der Heilandskirche 1896 selbstständig geworden war, wurde bereits 1901 die Bildung einer zweiten Filialkirche in Moabit als notwendig erkannt. Die Zahl der Gemeindemitglieder, bei Gründung 45.000, war 1904 schon auf 70.000 gestiegen. Das Ziel des neuen Kirchengebäudes: „[I]n nächster Nähe großer Industrieanlagen [m]öchte sie inmitten der Arbeit und Mühe des Tages wie ein heiliger Gottesfinger viele hinweisen auf das eine, was Not tut.“

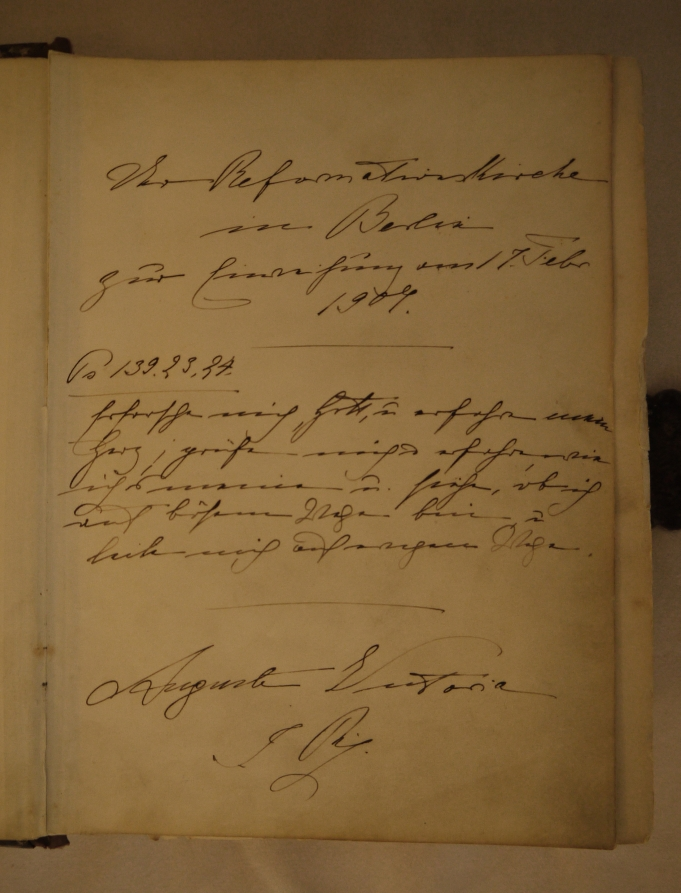
Widmungsinschrift von Kaiserin Auguste Victoria in der von ihr gestifteten Altarbibel

Die Suche nach einem Bauplatz zog sich hin, denn die Beusselstraße war um 1900 noch kaum bebaut. Ein Kohleplatz auf einem Eckgrundstück stand zwar günstig zum Verkauf, die Prüfungskommission lehnte diesen jedoch als ungeeignet ab. Gesucht wurde weiter in der Rostocker und in der Sickingenstraße. In letzterer wäre der Bauplatz kostenlos gewesen, die Kirche hätte dann aber zum Bezirk Charlottenburg gehört. So entschied sich die Kommission doch für das 1849,76 m² große Eckgrundstück an der Beusselstraße 35 und Wiclefstraße 33–35. Dieses war mittlerweile aber schon verkauft worden und für einen Wohnhausbau bereits teilweise ausgeschachtet. Die Kommission sah keine andere Lösung, als das Grundstück für den hohen Preis von 244.000 Mark dem neuen Besitzer abzukaufen.
Die Baukosten der Kirche sollten nach Plänen der Gemeinde vom Magistrat übernommen werden. Der Magistrat weigerte sich aber und legte Beschwerde beim Minister für geistliche Angelegenheiten ein. Dieser entschied am 10. Mai 1904, dass die Stadt Berlin die Kosten zu tragen habe. Die Heilandsgemeinde veranlasste daraufhin den Baubeginn und wählte einen Termin zur Grundsteinlegung. Der Magistrat legte jedoch überraschend abermals Einspruch ein, den das Kammergericht positiv beschied. Die Arbeiten am Fundament der Kirche wurden daraufhin fast ein Jahr lang eingestellt. Erst als der Stadtsynodalverband im Frühjahr 1905 erste Gelder bewilligte, wurden die Bauarbeiten fortgeführt.
Nach diesem langwierigen Konflikt um die Finanzierung konnte schließlich am 28. September 1905 der Grundstein zum Bau der Reformationskirche gelegt werden. Die Baupläne lieferte der Königliche Baurat und Dombaumeister Ernst Schwartzkopff, der jedoch kurz nach der Grundsteinlegung verstarb. Nach seinem Tod überarbeiteten Georg Dinklage und Ernst Paulus die Entwürfe grundlegend. Zwei Jahre später weihte der Generalsuperintendent Wilhelm Faber die Pfarrkirche am 17. Februar 1907 im Beisein des Kaiser-Ehepaars ein. Kaiserin Auguste Victoria stiftete der Kirche aus diesem Anlass eine mit versilberten Beschlägen versehene Altarbibel. Die eigenhändige Widmung lautet:

„Der Reformationskirche in Berlin zur Einweihung am 17. Febr[uar] 1907 – Ps. 139.23,24: Erforsche mich, Gott, u[nd] erfahre mein Herz; prüfe mich u[nd] erfahre, wie ich’s meine u[nd] siehe, ob ich auf bösem Wege bin u[nd] leite mich auf ewigem Wege. – Auguste Victoria I. Reg.“

Zwei Monate nach der Einweihung erhielten das Berliner Konsistorium und der Polizeipräsidenten die Stiftungsurkunde; die Arbeiten an Pfarr- und Gemeindehäusern dauerten jedoch noch bis 1910.

### Zerstörung und Wiederaufbau

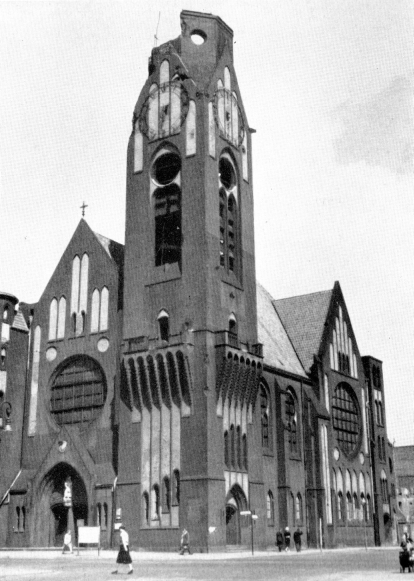
Reformationskirche mit zerstörtem Turmhelm, um 1950

In der Nacht vom 22. auf den 23. November 1943 durchschlugen Brandbomben das Dach der Kirche und des Pfarrhauses. Pfarrer Max Steinke kam bei Löschversuchen im Gotteshaus ums Leben. Die brennende Turmspitze stürzte in die Wiclefstraße, und das Pfarrhaus brannte bis auf die Grundmauern nieder. Der stählerne Dachstuhl der Kirche hielt den Bomben dagegen stand. Die nicht zerstörten Teile des Gemeindehauses dienten später Ausgebombten und Flüchtlingen als Notunterkünfte.
Die Aufbauarbeiten nach Ende des Zweiten Weltkriegs verliefen aufgrund gestohlener oder beschlagnahmter Baumaterialien sowie verzögerter Lieferungen langsam. Erst im Oktober 1948 konnte das Richtfest gefeiert werden. 24.000 Ziegel waren auf dem alten Dachstuhl neu verlegt worden – jedoch nicht sachgemäß, sodass stärkere Stürme die Ziegel vom Dach fegten. Eine Geldspende der Missouri-Synode, der Verkauf von Bausteinen und Zuschüsse des Synodalverbands ermöglichten schließlich den Innenausbau der Kirche und eine feste Verlegung der Dachziegel. Am 29. Oktober 1950 konnte die Reformationskirche mit einer Kapazität von 1200 Plätzen wieder eingeweiht werden. Die äußeren Kriegsschäden wurden bis 1953 restlos beseitigt und der Turm vereinfacht wiederaufgebaut – allerdings nur mit einer Höhe von 50 Metern, womit die Kirche ihre raumbeherrschende Wirkung verloren hatte. Der Turmhelm wurde durch einen schmalen Dachreiter ersetzt. 1957 konnte mit Spendengeldern auch ein Ersatz für die beim Einsturz des Turmhelms zerstörte Turmuhr angeschafft werden.
Unter Peter Lehrecke und Siegfried Radtke wurde an den Altbauteil des Gemeindehauses 1970 ein neues, sechsgeschossiges Gemeindezentrum mit Wohnungen und Gemeindesaal angefügt und ein Flachbau für einen Kindergarten und -hort errichtet. Lehrecke hatte auch eine umfassende Neugestaltung des Kirchenraumes geplant. Vorgesehen war, die vorhandenen seitlichen Emporen und die südlich darunter befindliche Kapelle an der Wiclefstraße zu entfernen, um stattdessen eine neue Empore weiter in der Mitte des Kirchenraumes zu errichten und auf der bisherigen Orgelempore Platz für eine Winterkirche zu schaffen. Diese schon beschlossenen Umbaupläne wurden 1968 durch den Synodalverband gestoppt. Statt des geplanten vollständigen Umbaus wurde 1974 lediglich das bisherige feste Gestühl entfernt, eine Fußbodenheizung installiert und ein runder Altar in der Mitte des Kirchenraums aufgestellt, um den sich eine kreisförmige Bestuhlung anordnet. Kanzel, Altar und Bestuhlung wurden nicht fest verankert und können somit verschoben oder entfernt werden. Diese Umgestaltung sollte das Gotteshaus für Veranstaltungen wie die Moabiter Musiktage nutzbar machen.
Die Seitenkapelle diente von 1976 bis 1998 als St. Antonius und St. Shenouda-Kapelle der Koptisch-Orthodoxen Gemeinde in Berlin. Die Kopten konnten um 1995 die ehemalige Glaubenskirche im Berliner Ortsteil Lichtenberg erwerben und sie für ihre Zwecke umbauen.
Im Jahr 2004 fusionierte die Reformationskirchengemeinde mit der einstigen Muttergemeinde, der Heilandsgemeinde, zur Kirchengemeinde Moabit West. Der sonntägliche Gottesdienst blieb in der Folgezeit mit drei bis zehn Gläubigen schwach besucht. Im November 2004 beschädigte zudem ein Brand das Gemeindezentrum, und die Betriebskosten stiegen in den vergangenen Jahren erheblich. Aus diesem Grunde ließ der Gemeindekirchenrat im Winter 2006/2007 – mit Ausnahme der Weihnachtsfeiertage – keine Gottesdienste in der Reformationskirche stattfinden.

### Situation seit den 2010er Jahren

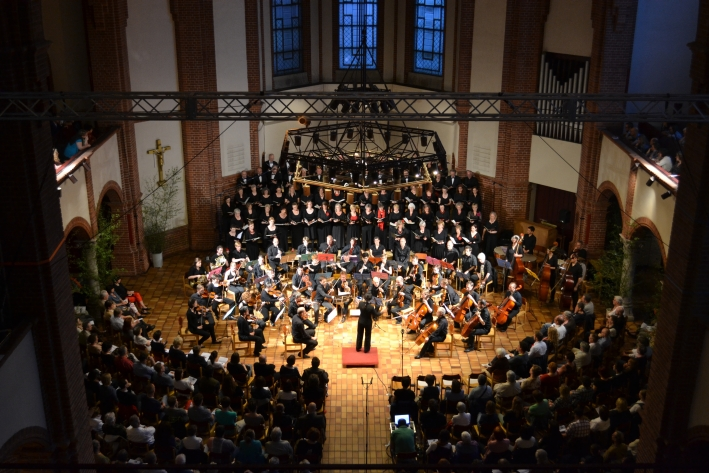
Konzert am 30. April 2012 mit der Cantorei der Reformationskirche

Seit April 2011 nutzt der Konvent an der Reformationskirche das Gotteshaus und angrenzende Gebäude. Seitdem finden sonntags um 17 Uhr wieder regelmäßig Gottesdienste und Kulturveranstaltungen in der Reformationskirche statt. Ab 2005 ist die Kirche zudem jedes Jahr im Spätsommer Schauplatz der Langen Nacht der Chöre. Teile des an die Kirche angrenzenden Gemeindehauses dienen seit 2010 als Probenort und Spielstätte des JugendtheaterBüro Berlin.

## Baubeschreibung

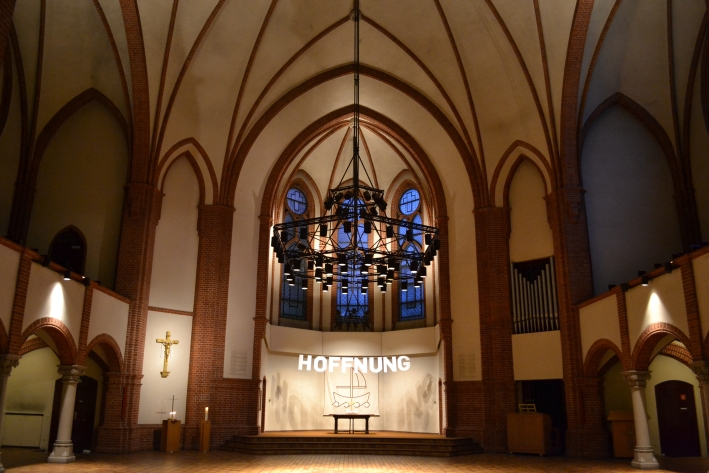
Innenraum, Sommer 2012

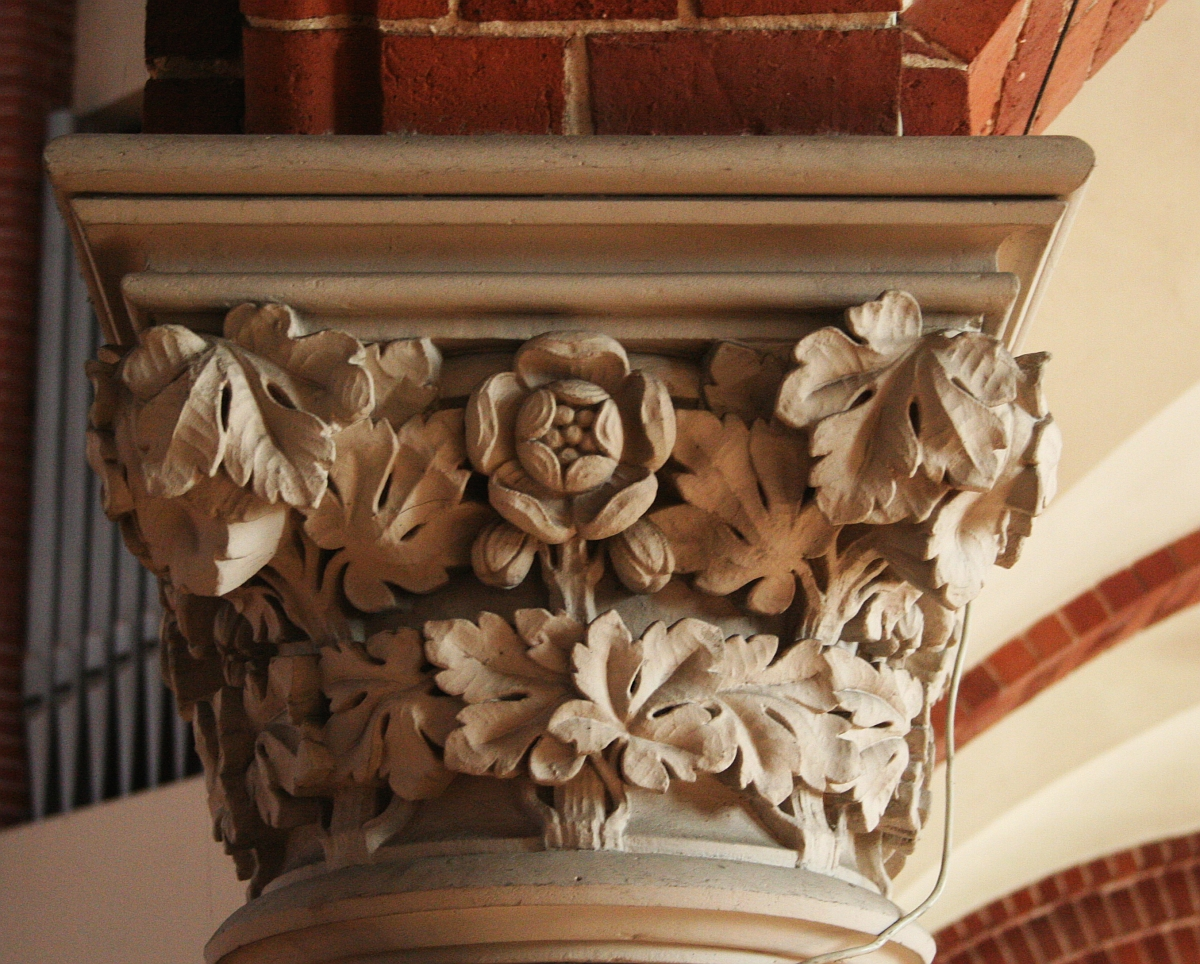
Blattkapitell mit Wein und Lutherrose

Nach Abänderung der ursprünglichen Baupläne durch die Architekten Georg Dinklage und Ernst Paulus entstand eine neugotische dreischiffige Hallenkirche mit breitem Querhaus, polygonalem Chor mit Fünfachtelschluss und einem Eckturm. Der Kirchenbau bedeckt eine Fläche von 1228,07 m², mit Frontlängen von 32,00 Metern an der Beussel- und 54,68 Metern an der Wiclefstraße. Ebenfalls zur Baugruppe gehören die erst 1910 fertiggestellten Pfarr- und Gemeindehäuser, die zur geschlossenen Bebauung mit Wohnbauten an der Beussel- und Wiclefstraße überleiten. Im Geist der Zeit entstand eine unregelmäßige Gebäudegruppe, die den Eindruck einer historisch gewachsenen Anlage zu erwecken suchte. In der einheitlichen Verkleidung der Bauten mit roten Verblenderziegeln und den eher zurückhaltend eingesetzten neugotischen Elementen klingt der Kirchenbau des Historismus nach.
Der ursprünglich 82 Meter hohe Turm auf quadratischem Grundriss dominierte die Anlage wie den Straßenraum. Im Zweiten Weltkrieg verlor er seinen außerordentlich steilen und hohen Turmhelm und erhielt beim Wiederaufbau 1953 ein einfaches Kreuzdach zwischen den Turmgiebeln mit einem kleinen, kupfernen Dachreiter. Diese vereinfachte Wiederherstellung beeinträchtigt die raumbeherrschende Stellung des Turmes. Die Balkone des Kirchturmes auf der Höhe des Hauptgesimses des Kirchenschiffes wachsen auf Konsolen aus den Blendfeldern hervor. Darüber folgen die mit einfachem Maßwerk gefüllten Schallfenster und in der darüberliegenden Wandzone unter dem Giebel fünf spitzbogige Blendfelder. Von diesem Hintergrund aus weißen Putzflächen und roten Ziegeln heben sich die Zifferblätter und die Zeiger der Turmuhr durch ihre Vergoldung ab.
Spitzbogige, weiß verputzte Blendfelder und ein großes Rundfenster prägen die Stirnseite des Langschiffes im Westen gegen die Beusselstraße. Die gleich gestaltete Stirnseite des Querschiffes im Süden gegen die Wiclefstraße tritt nur wenig vor die durch Strebepfeiler und Spitzbogenfenster mit Maßwerk gegliederte Wand des Langschiffes. Den Haupteingang der Kirche bildet ein durch einen Wimperg zusammengefasstes Doppelportal an der Westfassade. In seinem Bogenfeld verweist eine Statue des Reformators Martin Luthers aus schlesischem Marmor auf die Reformation und damit auf den Namen der Kirche.
Die drei Kirchenfenster im Chorraum zeigten ursprünglich in der Mitte die Verklärung Christi, flankiert von der Auferstehung des Lazarus und einer Darstellung Marias und Marthas. In den seitlichen bleiverglasten Fensterrosetten waren Martin Luther und Philipp Melanchthon sowie wichtige Stätten der Reformationsgeschichte abgebildet. Unterhalb des Chorbogens befanden sich überlebensgroße Abbildungen der Apostel Petrus und Paulus sowie im Chorraum der Apostel Jakobus und Johannes. Nach den Kriegszerstörungen 1943 purifizierten die Architekten Heinrich Brokerhoff und Walter Jarchow den Innenraum beim Wiederaufbau, indem sie die bemalten Wandflächen und Emporenbrüstungen glatt verputzen ließen und die Fenster in schlichteren Formen erneuerten. Von der ursprünglichen Verglasung blieben lediglich kleine Reste erhalten (Abbildung des Wittenberger Schlosses in der Südrosette und des Augsburger Rathauses in der Westrosette hinter der Orgel).

## Orgeln

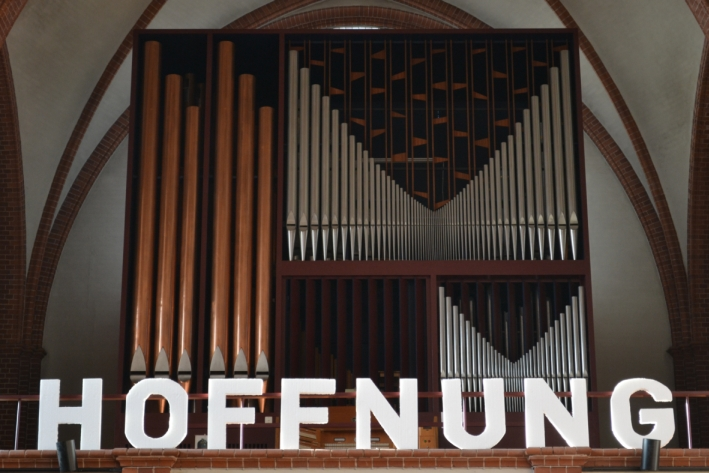
Kleuker-Orgel von 1968

Die Reformationskirche verfügt über zwei Orgeln: die Hauptorgel mit 36 Registern, die 1968 von dem Orgelbauer Detlef Kleuker (Bielefeld) erbaut wurde, sowie die südlich des Chores eingebaute Chororgel des Orgelbauers G. F. Steinmeyer & Co (Stand in den 2010er Jahren).

### Ursprüngliche Orgel
Bei ihrer Einweihung 1907 verfügte die Reformationskirche über eine auf der Empore aufgestellte Walcker-Orgel mit 42 Registern (Opus 1321 der Firma E. F. Walcker & Cie). Nach kriegsbedingten Beschädigungen konnte das Instrument nach Kriegsende nur teilweise wiederhergestellt werden und wurde ab 1964 durch einen vollständigen Neubau ersetzt. Vier Register der ursprünglichen Orgel wurden 1966 in die Chororgel übernommen.

### Hauptorgel
Die 1968 von Detlef Kleuker erbaute Orgel hat 36 Register auf drei Manualen und Pedal. Die Disposition stammt von Traugott Fedtke. Das kantige Gehäuse in reduzierter Formensprache mit seinem sichtbaren Schwellkasten ist typisch für die Orgeln Kleukers, der asymmetrische Aufbau beruht auf den gestalterischen Vorgaben von Peter Lehrecke.
| I Brustwerk (schwellbar) C–g3 |                 |        |
|                               | Singend Gedackt | 8′     |
|                               | Rohrschelle     | 4′     |
|                               | Prinzipal       | 2′     |
|                               | Blockflöte      | 1′     |
|                               | Terzian II      | 1 3⁄5′ |
|                               | Zimbel III      | 1⁄2′   |
|                               | Holzkrummhorn   | 8′     |
|                               | Tremulant       |        |

| II Hauptwerk C–g3 |                 |        |
|                   | Rohrflöte       | 16′    |
|                   | Prästant        | 08′    |
|                   | Gedackt         | 08′    |
|                   | Hohlflöte       | 04′    |
|                   | Sesquialtera II | 02 ⁄3′ |
|                   | Superoktave     | 02′    |
|                   | Mixtur VI       | 01 ⁄3′ |
|                   | Trompete        | 08′    |

| III Schwellwerk C–g3 |                 |        |
|                      | Koppelflöte     | 08′    |
|                      | Harfpfeife      | 08′    |
|                      | Ital. Prinzipal | 04′    |
|                      | Gemsrohrflöte   | 04′    |
|                      | Waldflöte       | 02′    |
|                      | Sifflöte        | 01 ⁄3′ |
|                      | Sextan II       | 01 ⁄7′ |
|                      | Scharff V       | 01′    |
|                      | Bärpfeiffe      | 16′    |
|                      | Franz. Oboe     | 08′    |
|                      | Schalmey        | 04′    |
|                      | Tremulant       |        |

| Pedalwerk C–f1 |                |     |
|                | Prinzipal      | 16′ |
|                | Untersatz      | 16′ |
|                | Oktave         | 08′ |
|                | Rohrflöte      | 08′ |
|                | Spillpfeife    | 04′ |
|                | Rohrpfeife     | 02′ |
|                | Mixtur VI      | 04′ |
|                | Posaune        | 16′ |
|                | Helle Trompete | 04′ |
|                | Tremulant      |     |

- Koppeln: I/II, III/II, I/P, II/P, III/P
- Spielhilfen:  4 freie Kombinationen sowie 2 zusätzliche Pedalkombinationen, Crescendowalze, Pistons für Koppeln und freie Kombinationen
- Anmerkung

1. ↑  Schwebend

### Chororgel

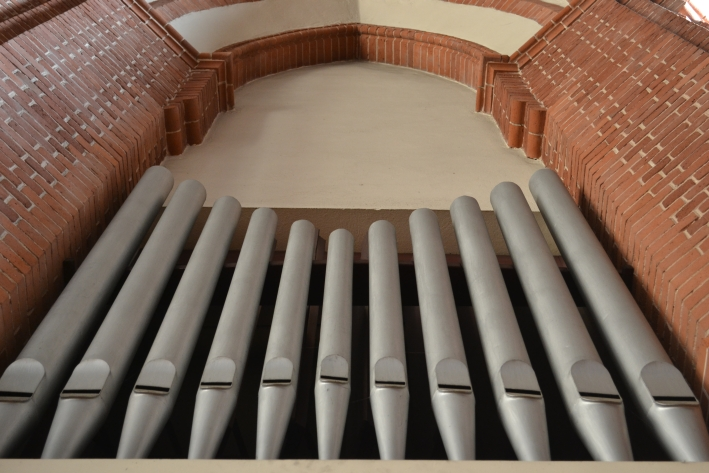
Prospekt der Chororgel

Die Chororgel wurde 1930 als Opus 1539 vom Orgelbauer G. F. Steinmeyer & Co. für den Gemeindesaal der Petrus-Kirche (Berlin-Lichterfelde) erbaut. Vermittelt durch den Architekten Peter Lehrecke wurde sie 1966 der Reformationskirchengemeinde überlassen und durch die Firma Orgelbau Stephan verändert in das ehemalige Treppenhaus südlich des Altarraumes der Reformationskirche eingebaut. Von ihren nunmehr 18 Registern wurden vier aus der ursprünglichen Walcker-Orgel der Reformationskirche übernommen.
| I Hauptwerk C– |            |    |
|                | Prinzipal  | 8′ |
|                | Gemshorn   | 8′ |
|                | Oktave     | 4′ |
|                | Spitzflöte | 4′ |
|                | Prinzipal  | 2′ |
|                | Mixtur IV  | 2′ |

| II Oberwerk C– |               |    |
|                | Gedackt       | 8′ |
|                | Unda maris II | 8′ |
|                | Praestant     | 4′ |
|                | Blockflöte    | 2′ |
|                | Sifflöte      | 1′ |
|                | Cymbel IV     | 1′ |
|                | Krummhorn     | 8′ |

| Pedal C– |               |     |
|          | Subbass       | 16′ |
|          | Oktavbass     | 08′ |
|          | Rohrflöte     | 04′ |
|          | Flachflöte    | 02′ |
|          | Hintersatz IV | 04′ |

## Glocken

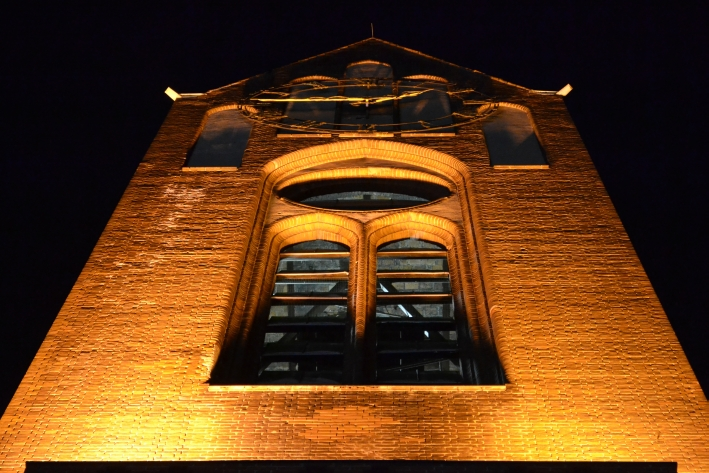
Blick zur Glockenkammer

Die Reformationskirche verfügt über ein dreistimmiges Geläut aus Gussstahlglocken, die in der Glockenstube, die einen quadratischen Grundriss aufweist, (Seitenlänge 5,66 m) installiert wurden. Zwei der Glocken stammen noch aus der Erbauungszeit der Kirche und wurden 1905 vom Bochumer Verein gegossen. Beide tragen auf der Schulter den Verweis auf die Gießerei: „GEG. VOM BOCHUMER VEREIN F. GUSSSTAHLFABRIKATION, 1905“. Außerdem gibt es auf den Flanken auf die Reformation verweisende Bibelverse. Auf der später erneuerten Glocke, die 1922 in der Kunst- und Glockengießerei Lauchhammer entstand, findet sich auf der Schulter kein Herstellerhinweis. Die Herstellung des Dreier Geläuts samt den Klöppeln, Achsen, Lagern und Läutehebeln kostete die Gemeinde 5363 Mark.
Die größere der beiden Glocken mit dem Vers „Das Wort des Herrn bleibt in Ewigkeit“ ist ein Wahlspruch Luthers (1. Petrus 1,25 ); die kleinere (870 kg) enthält den Vers „Der Gerechte wird seines Glaubens leben“ (Galater 3,11 ).
Die dritte und größte der ursprünglichen Glocken mit einem unteren Durchmesser von 1673 mm, die die Umschrift „Ein feste Burg ist unser Gott“ trug, wurde 1943 beim Einsturz des Turmhelms so schwer beschädigt, dass sie nach dem Zweiten Weltkrieg verschrottet und durch den Ankauf einer klanglich passenden Glocke ersetzt werden konnte. Es handelt sich ebenfalls um eine Stahlglocke mit einem Gewicht von 2700 kg, im Jahr 1922 entstanden in der Kunst- und Glockengießerei Lauchhammer.
| Glocke | Schlagton | Gewicht | Durchmesser | Höhe    | Inschrift                                |
| ------ | --------- | ------- | ----------- | ------- | ---------------------------------------- |
| 1      | ges'      | 0870 kg | 1260 mm     | 1120 mm | DER GERECHTE WIRD SEINES GLAUBENS LEBEN. |
| 2      | es'       | 1080 kg | 1430 mm     | 1275 mm | DAS WORT DES HERRN BLEIBT IN EWIGKEIT.   |
| 3      | h°        | 2700 kg | 1860 mm     | 1400 mm | HERR, HILF UNS. A.D. 1922.               |

Die Glocken der Reformationskirche erklingen nach einer festgelegten Läuteordnung und laden ein zur Feier des Gottesdienstes, zum Gebet und zur Fürbitte.